# Corante Sudan
Corantes Sudan e colorações Sudan são compostos orgânicos sintéticos que são usados como corantes em diversos plásticos e também são usados para colorir amostras biológicas ditas sudanofílicas, usualmente lípidos. Sudan II, Sudan III, Sudan IV, vermelho ao óleo O e preto Sudan B são importantes membros desta classe de compostos (ver imagens abaixo).

## Coloração
Corantes Sudan tem alta afinidade com gorduras, portanto, eles são usados para demonstrar triglicérides, lípidos e lipoproteínas. Soluções alcoólicas de corantes Sudan são usualmente usadas, entretanto soluções em piridina também podem ser usadas em algumas situações.
Teste de coloração Sudan é frequentemente usada para determinar o nível de gordura fecal para diagnosticar esteatorreia. Uma pequena amostra é dissolvida em água ou solução salina, ácido acético glacial é adicionado para hidrolisar os sais insolúveis de ácidos graxos, umas poucas gotas de solução alcoólica de Sudan III são adicionadas, a amostra é espalhada sobre uma lâmina para microscopia e aquecida duas vezes até fervura. Normalmente, uma amostra de fezes deve mostrar apenas algumas gotas de vermelho-laranja manchada de gordura sob o microscópio. O método é somente semiquantitativo, mas, devido a sua simplicidade, é usado para rastreio.

## Tingimento
Uma vez que são caracteristicamente "óleo-e-gordura-solúveis", corantes Sudan são também úteis para tingir plásticos e tecidos. Corantes Sudan I-IV e vermelho Sudan G consistem de naftóis arilazo-substituído. Tais compostos são conhecidos por existir como um par de tautômeros:

## Exemplos

Corantes Sudan selecionados
Sudan I
Sudan II
Sudan III
Sudan IV
Preto Sudan B
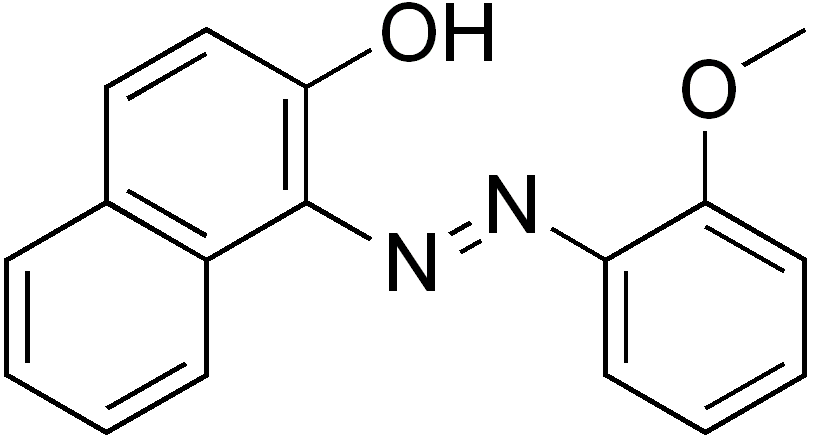
Vermelho Sudan G

## Segurança
Alguns temperos e especiarias exportadas da Ásia foram adulteradas com corantes Sudan, especialmente Sudan I e Sudan III, para melhorar suas cores. Esta constatação conduziu à controvérsia porque alguns corantes Sudan são carcinogênicos em ratos.